# Нове Калище
Нове Калище (рос. Новое Калище) — присілок у Ломоносовському районі Ленінградської області Російської Федерації.
Населення становить 21 особу. Належить до муніципального утворення Леб'яженське міське поселення.

## Географія
Населений пункт розташований на західній околиці міста Санкт-Петербурга.

## Історія
Населений пункт розташований на історичній землі Іжорія.
Згідно із законом від 24 грудня 2004 року № 117-оз належить до муніципального утворення Леб'яженське міське поселення.

## Населення
| 1838 | 1848 | 1862 | 1997 | 2007 | 2010 |
| ---- | ---- | ---- | ---- | ---- | ---- |
| 132  | ↘115 | ↗169 | ↘19  | ↘17  | ↗21  |